# Slovakien i olympiska vinterspelen 2022
Slovakien deltog i de olympiska vinterspelen 2022 i Peking i Kina mellan den 4 och 20 februari 2022.
Marek Hrivík och Katarina Šimoňáková var Slovakiens fanbärare under öppningsceremonin. Ishockeyspelaren Peter Cehlárik var landets fanbärare under avslutningsceremonin.

## Medaljörer
| Medalj | Namn | Sport            | Gren                | Datum       |
| ------ | --- | ---------------- | ------------------- | ----------- |
| Guld   | Petra Vlhová | Alpin skidåkning | Damernas slalom     | 9 februari  |
| Brons  | Slovakiens herrlandslag i ishockey - Branislav Konrád - Patrik Rybár - Matej Tomek - Michal Čajkovský - Peter Čerešňák - Marek Ďaloga - Martin Gernát - Samuel Kňažko - Martin Marinčin - Šimon Nemec - Mislav Rosandić - Peter Cehlárik - Marko Daňo - Adrián Holešinský - Marek Hrivík - Libor Hudáček - Tomáš Jurčo - Miloš Kelemen - Michal Krištof - Kristián Pospíšil - Pavol Regenda - Miloš Roman - Juraj Slafkovský - Samuel Takáč - Peter Zuzin | Ishockey         | Herrarnas turnering | 19 februari |

## Alpin skidåkning
Herrar
| Idrottare     | Gren       | Åk 1    | Åk 1      | Åk 2    | Åk 2      | Totalt  | Totalt    |
| Idrottare     | Gren       | Tid     | Placering | Tid     | Placering | Tid     | Placering |
| ------------- | ---------- | ------- | --------- | ------- | --------- | ------- | --------- |
| Adam Žampa    | Slalom     | 57,76   | 32        | 53,25   | 25        | 1.51,01 | 25        |
| Adam Žampa    | Storslalom | 1.05,86 | 21        | 1.08,05 | 16        | 2.14,31 | 15        |
| Andreas Žampa | Slalom     | 58,06   | 33        | DNF     | DNF       | DNF     | DNF       |
| Andreas Žampa | Storslalom | 1.06,15 | 23        | 1.08,16 | 17        | 2.14,31 | 16        |

Damer
| Idrottare      | Gren       | Åk 1    | Åk 1      | Åk 2             | Åk 2             | Totalt           | Totalt           |
| Idrottare      | Gren       | Tid     | Placering | Tid              | Placering        | Tid              | Placering        |
| -------------- | ---------- | ------- | --------- | ---------------- | ---------------- | ---------------- | ---------------- |
| Rebeka Jančová | Storslalom | 1.06,56 | 48        | DNF              | DNF              | DNF              | DNF              |
| Petra Vlhová   | Storslalom | 59,34   | 13        | 58,81            | 16               | 1.58,15          | 14               |
| Rebeka Jančová | Slalom     | DNF     | DNF       | Gick inte vidare | Gick inte vidare | Gick inte vidare | Gick inte vidare |
| Petra Vlhová   | Slalom     | 52,89   | 8         | 52,09            | 1                | 1.44,98          | 1                |
| Petra Hromcová | Super-G    | —       | —         | —                | —                | 1.20,11          | 38               |
| Rebeka Jančová | Super-G    | —       | —         | —                | —                | 1.20,18          | 39               |

Mixat
| Idrottare                                              | Gren       | Åttondelsfinal       | Kvartsfinal          | Semifinal            | Final / BM           | Final / BM |
| Idrottare                                              | Gren       | Motståndare Resultat | Motståndare Resultat | Motståndare Resultat | Motståndare Resultat | Placering  |
| ------------------------------------------------------ | ---------- | -------------------- | -------------------- | -------------------- | -------------------- | ---------- |
| Adam Žampa Andreas Žampa Petra Hromcová Rebeka Jančová | Lagtävling | USA L 1–3            | Gick inte vidare     | Gick inte vidare     | Gick inte vidare     | 12         |

## Bob
| Idrottare          | Gren             | Åk 1    | Åk 1      | Åk 2    | Åk 2      | Åk 3    | Åk 3      | Åk 4    | Åk 4      | Totalt  | Totalt    |
| Idrottare          | Gren             | Tid     | Placering | Tid     | Placering | Tid     | Placering | Tid     | Placering | Tid     | Placering |
| ------------------ | ---------------- | ------- | --------- | ------- | --------- | ------- | --------- | ------- | --------- | ------- | --------- |
| Viktória Čerňanská | Damernas monobob | 1.05,75 | 12        | 1.06,41 | 15        | 1.06,62 | 18        | 1.06,47 | 15        | 4.25,25 | 17        |

## Ishockey
Sammanfattning
| Lag                     | Gren                | Gruppspel            | Gruppspel            | Gruppspel            | Gruppspel            | Gruppspel | Playoff              | Kvartsfinal          | Semifinal            | Final / BM           | Final / BM |
| Lag                     | Gren                | Motståndare Resultat | Motståndare Resultat | Motståndare Resultat | Motståndare Resultat | Placering | Motståndare Resultat | Motståndare Resultat | Motståndare Resultat | Motståndare Resultat | Placering  |
| ----------------------- | ------------------- | -------------------- | -------------------- | -------------------- | -------------------- | --------- | -------------------- | -------------------- | -------------------- | -------------------- | ---------- |
| Slovakiens herrlandslag | Herrarnas turnering | Finland · L 2–6      | Sverige · L 1–4      | Lettland · W 5–2     | —                    | 3 Q       | Tyskland · W 4–0     | USA · W 3–2 (str.)   | Finland · L 0–2      | Sverige · W 4–0      | 3          |

### Herrarnas turnering
Spelartrupp
Truppen presenterades den 18 januari 2022.
Tränare:  Craig Ramsay
| Nr | Position | Namn              | Längd  | Vikt   | Födelsedatum             | Lag                      |
| -- | -------- | ----------------- | ------ | ------ | ------------------------ | ------------------------ |
| 5  | B        | Šimon Nemec       | 183 cm | 85 kg  | 15 februari 2004 (17 år) | HK Nitra                 |
| 12 | F        | Miloš Kelemen     | 188 cm | 96 kg  | 6 juli 1999 (22 år)      | Mladá Boleslav           |
| 13 | F        | Tomáš Jurčo       | 188 cm | 85 kg  | 28 december 1992 (29 år) | Barys Nur-Sultan         |
| 14 | B        | Peter Čerešňák    | 191 cm | 95 kg  | 26 januari 1993 (29 år)  | HC Plzeň                 |
| 19 | F        | Michal Krištof    | 175 cm | 74 kg  | 11 oktober 1993 (28 år)  | Kometa Brno              |
| 20 | F        | Juraj Slafkovský  | 192 cm | 99 kg  | 30 mars 2004 (17 år)     | HC TPS                   |
| 22 | B        | Samuel Kňažko     | 186 cm | 87 kg  | 7 augusti 2002 (19 år)   | Seattle Thunderbirds     |
| 24 | MV       | Patrik Rybár      | 190 cm | 86 kg  | 9 november 1993 (28 år)  | Dinamo Minsk             |
| 25 | F        | Peter Zuzin       | 182 cm | 81 kg  | 4 september 1990 (31 år) | HKM Zvolen               |
| 27 | F        | Marek Hrivík      | 185 cm | 93 kg  | 28 augusti 1991 (30 år)  | Torpedo Nizjnij Novgorod |
| 28 | B        | Martin Gernát     | 193 cm | 94 kg  | 11 april 1993 (28 år)    | HC Lausanne              |
| 30 | MV       | Matej Tomek       | 191 cm | 82 kg  | 24 maj 1997 (24 år)      | Kometa Brno              |
| 34 | F        | Peter Cehlárik    | 188 cm | 93 kg  | 2 augusti 1995 (26 år)   | Avangard Omsk            |
| 40 | F        | Miloš Roman       | 181 cm | 87 kg  | 6 november 1999 (22 år)  | Oceláři Třinec           |
| 42 | MV       | Branislav Konrád  | 188 cm | 88 kg  | 10 oktober 1987 (34 år)  | HC Olomouc               |
| 44 | B        | Mislav Rosandić   | 181 cm | 85 kg  | 26 januari 1995 (27 år)  | Bílí Tygři Liberec       |
| 49 | F        | Samuel Takáč      | 184 cm | 92 kg  | 3 december 1991 (30 år)  | Slovan Bratislava        |
| 52 | B        | Martin Marinčin   | 192 cm | 95 kg  | 18 februari 1992 (29 år) | Oceláři Třinec           |
| 56 | F        | Marko Daňo        | 182 cm | 96 kg  | 30 november 1994 (27 år) | Oceláři Třinec           |
| 65 | B        | Michal Čajkovský  | 192 cm | 105 kg | 6 maj 1992 (29 år)       | Sibir Novosibirsk        |
| 71 | B        | Marek Ďaloga      | 193 cm | 90 kg  | 10 mars 1989 (32 år)     | Kometa Brno              |
| 79 | F        | Libor Hudáček     | 177 cm | 80 kg  | 7 september 1990 (31 år) | Dinamo Minsk             |
| 87 | F        | Pavol Regenda     | 192 cm | 93 kg  | 7 december 1999 (22 år)  | HK Dukla Michalovce      |
| 88 | F        | Kristián Pospíšil | 187 cm | 88 kg  | 22 april 1996 (25 år)    | HC Davos                 |
| 89 | F        | Adrián Holešinský | 182 cm | 85 kg  | 11 februari 1996 (25 år) | HK Nitra                 |

Gruppspel
| Nr | Lag       | S | V | ÖV | ÖF | F | GM | IM | MS | P |
| -- | --------- | - | - | -- | -- | - | -- | -- | -- | - |
| 1  | Finland   | 3 | 2 | 1  | 0  | 0 | 13 | 6  | +7 | 8 |
| 2  | Sverige   | 3 | 2 | 0  | 1  | 0 | 10 | 7  | +3 | 7 |
| 3  | Slovakien | 3 | 1 | 0  | 0  | 2 | 8  | 12 | −4 | 3 |
| 4  | Lettland  | 3 | 0 | 0  | 0  | 3 | 5  | 11 | −6 | 0 |

|             | 10 februari 2022 | Finland | 6 – 2                     | Slovakien                                         | Pekings Nationella inomhusstadion, Peking          |                                                    |
| 16:40 UTC+8 | 16:40 UTC+8      | (3–1, 1–1, 2–0) Summering | (3–1, 1–1, 2–0) Summering | (3–1, 1–1, 2–0) Summering                         | Publik: 929 Domare: Stephen Reneau Evgenii Romasko | Publik: 929 Domare: Stephen Reneau Evgenii Romasko |
| 16:40 UTC+8 | 16:40 UTC+8      | Sakari Manninen (10:17) Harri Pesonen (14:22) Miro Aaltonen (18:20) Sakari Manninen (29:28) Sakari Manninen (40:16) Miro Aaltonen (54:57) | Mål                       | (05:33) Juraj Slafkovský (31:49) Juraj Slafkovský | Publik: 929 Domare: Stephen Reneau Evgenii Romasko | Publik: 929 Domare: Stephen Reneau Evgenii Romasko |
| 16:40 UTC+8 | 16:40 UTC+8      | |                           |                                                   | Publik: 929 Domare: Stephen Reneau Evgenii Romasko | Publik: 929 Domare: Stephen Reneau Evgenii Romasko |
| 16:40 UTC+8 | 16:40 UTC+8      | |                           |                                                   | Publik: 929 Domare: Stephen Reneau Evgenii Romasko | Publik: 929 Domare: Stephen Reneau Evgenii Romasko |
| 16:40 UTC+8 | 16:40 UTC+8      | |                           |                                                   | Publik: 929 Domare: Stephen Reneau Evgenii Romasko | Publik: 929 Domare: Stephen Reneau Evgenii Romasko |
| 16:40 UTC+8 | 16:40 UTC+8      | |                           |                                                   | Publik: 929 Domare: Stephen Reneau Evgenii Romasko | Publik: 929 Domare: Stephen Reneau Evgenii Romasko |

|             | 11 februari 2022 | Sverige                                                                                    | 4 – 1                     | Slovakien                 | LeSports Center, Peking                            |                                                    |
| 16:40 UTC+8 | 16:40 UTC+8      | (3–0, 0–0, 1–1) Summering                                                                  | (3–0, 0–0, 1–1) Summering | (3–0, 0–0, 1–1) Summering | Publik: 653 Domare: Evgenii Romasko André Schrader | Publik: 653 Domare: Evgenii Romasko André Schrader |
| 16:40 UTC+8 | 16:40 UTC+8      | Joakim Nordström (11:22) Lucas Wallmark (18:10) Max Friberg (19:55) Carl Klingberg (57:44) | Mål                       | (58:18) Juraj Slafkovský  | Publik: 653 Domare: Evgenii Romasko André Schrader | Publik: 653 Domare: Evgenii Romasko André Schrader |
| 16:40 UTC+8 | 16:40 UTC+8      |                                                                                            |                           |                           | Publik: 653 Domare: Evgenii Romasko André Schrader | Publik: 653 Domare: Evgenii Romasko André Schrader |
| 16:40 UTC+8 | 16:40 UTC+8      |                                                                                            |                           |                           | Publik: 653 Domare: Evgenii Romasko André Schrader | Publik: 653 Domare: Evgenii Romasko André Schrader |
| 16:40 UTC+8 | 16:40 UTC+8      |                                                                                            |                           |                           | Publik: 653 Domare: Evgenii Romasko André Schrader | Publik: 653 Domare: Evgenii Romasko André Schrader |
| 16:40 UTC+8 | 16:40 UTC+8      |                                                                                            |                           |                           | Publik: 653 Domare: Evgenii Romasko André Schrader | Publik: 653 Domare: Evgenii Romasko André Schrader |

|             | 13 februari 2022 | Slovakien | 5 – 2                     | Lettland                                     | Pekings Nationella inomhusstadion, Peking    |                                              |
| 12:10 UTC+8 | 12:10 UTC+8      | (1–1, 2–0, 2–1) Summering                                                                                       | (1–1, 2–0, 2–1) Summering | (1–1, 2–0, 2–1) Summering                    | Publik: 943 Domare: Oliver Gouin Mikael Nord | Publik: 943 Domare: Oliver Gouin Mikael Nord |
| 12:10 UTC+8 | 12:10 UTC+8      | Martin Marinčin (11:00) Peter Cehlárik (26:17) Juraj Slafkovský (31:16) Peter Zuzin (49:21) Tomáš Jurčo (59:59) | Mål                       | (15:46) Ronalds Ķēniņš (42:07) Miks Indrašis | Publik: 943 Domare: Oliver Gouin Mikael Nord | Publik: 943 Domare: Oliver Gouin Mikael Nord |
| 12:10 UTC+8 | 12:10 UTC+8      | |                           |                                              | Publik: 943 Domare: Oliver Gouin Mikael Nord | Publik: 943 Domare: Oliver Gouin Mikael Nord |
| 12:10 UTC+8 | 12:10 UTC+8      | |                           |                                              | Publik: 943 Domare: Oliver Gouin Mikael Nord | Publik: 943 Domare: Oliver Gouin Mikael Nord |
| 12:10 UTC+8 | 12:10 UTC+8      | |                           |                                              | Publik: 943 Domare: Oliver Gouin Mikael Nord | Publik: 943 Domare: Oliver Gouin Mikael Nord |
| 12:10 UTC+8 | 12:10 UTC+8      | |                           |                                              | Publik: 943 Domare: Oliver Gouin Mikael Nord | Publik: 943 Domare: Oliver Gouin Mikael Nord |

Playoff
|             | 15 februari 2022 | Slovakien                                                                                | 4 – 0     | Tyskland  | Pekings Nationella inomhusstadion, Peking    |                                              |
| 12:10 UTC+8 | 12:10 UTC+8      | Summering                                                                                | Summering | Summering | Publik: 926 Domare: Tobias Björk Mikael Nord | Publik: 926 Domare: Tobias Björk Mikael Nord |
| 12:10 UTC+8 | 12:10 UTC+8      | Libor Hudáček (11:05) Peter Cehlárik (27:01) Michal Krištof (28:45) Marek Hrivík (57:56) | Mål       |           | Publik: 926 Domare: Tobias Björk Mikael Nord | Publik: 926 Domare: Tobias Björk Mikael Nord |
| 12:10 UTC+8 | 12:10 UTC+8      |                                                                                          |           |           | Publik: 926 Domare: Tobias Björk Mikael Nord | Publik: 926 Domare: Tobias Björk Mikael Nord |
| 12:10 UTC+8 | 12:10 UTC+8      |                                                                                          |           |           | Publik: 926 Domare: Tobias Björk Mikael Nord | Publik: 926 Domare: Tobias Björk Mikael Nord |
| 12:10 UTC+8 | 12:10 UTC+8      |                                                                                          |           |           | Publik: 926 Domare: Tobias Björk Mikael Nord | Publik: 926 Domare: Tobias Björk Mikael Nord |
| 12:10 UTC+8 | 12:10 UTC+8      |                                                                                          |           |           | Publik: 926 Domare: Tobias Björk Mikael Nord | Publik: 926 Domare: Tobias Björk Mikael Nord |

Kvartsfinal
|             | 16 februari 2022 | USA                                                                        | 0000 2 – 3 (e.str.) | Slovakien                                                          | Pekings Nationella inomhusstadion, Peking       |                                                 |
| 12:10 UTC+8 | 12:10 UTC+8      | Summering                                                                  | Summering           | Summering                                                          | Publik: 1 059 Domare: Tobias Björk Roman Gofman | Publik: 1 059 Domare: Tobias Björk Roman Gofman |
| 12:10 UTC+8 | 12:10 UTC+8      | Nick Abruzzese (19:14) Sam Hentges (28:56)                                 | Mål                 | (11:45) Juraj Slafkovský (59:16) Marek Hrivík                      | Publik: 1 059 Domare: Tobias Björk Roman Gofman | Publik: 1 059 Domare: Tobias Björk Roman Gofman |
| 12:10 UTC+8 | 12:10 UTC+8      |                                                                            |                     |                                                                    | Publik: 1 059 Domare: Tobias Björk Roman Gofman | Publik: 1 059 Domare: Tobias Björk Roman Gofman |
| 12:10 UTC+8 | 12:10 UTC+8      |                                                                            |                     |                                                                    | Publik: 1 059 Domare: Tobias Björk Roman Gofman | Publik: 1 059 Domare: Tobias Björk Roman Gofman |
| 12:10 UTC+8 | 12:10 UTC+8      |                                                                            |                     |                                                                    | Publik: 1 059 Domare: Tobias Björk Roman Gofman | Publik: 1 059 Domare: Tobias Björk Roman Gofman |
| 12:10 UTC+8 | 12:10 UTC+8      | Brendan Brisson · Sean Farrell · Matthew Knies · Nathan Smith · Andy Miele | Straffar            | Libor Hudáček · Michal Čajkovský · Michal Krištof · Peter Cehlárik | Publik: 1 059 Domare: Tobias Björk Roman Gofman | Publik: 1 059 Domare: Tobias Björk Roman Gofman |

Semifinal
|             | 18 februari 2022 | Finland                                       | 2 – 0     | Slovakien | Pekings Nationella inomhusstadion, Peking          |                                                    |
| 12:10 UTC+8 | 12:10 UTC+8      | Summering                                     | Summering | Summering | Publik: 1 071 Domare: Tobias Björk Yevgeni Romasko | Publik: 1 071 Domare: Tobias Björk Yevgeni Romasko |
| 12:10 UTC+8 | 12:10 UTC+8      | Sakari Manninen (15:58) Harri Pesonen (59:21) | Mål       |           | Publik: 1 071 Domare: Tobias Björk Yevgeni Romasko | Publik: 1 071 Domare: Tobias Björk Yevgeni Romasko |
| 12:10 UTC+8 | 12:10 UTC+8      |                                               |           |           | Publik: 1 071 Domare: Tobias Björk Yevgeni Romasko | Publik: 1 071 Domare: Tobias Björk Yevgeni Romasko |
| 12:10 UTC+8 | 12:10 UTC+8      |                                               |           |           | Publik: 1 071 Domare: Tobias Björk Yevgeni Romasko | Publik: 1 071 Domare: Tobias Björk Yevgeni Romasko |
| 12:10 UTC+8 | 12:10 UTC+8      |                                               |           |           | Publik: 1 071 Domare: Tobias Björk Yevgeni Romasko | Publik: 1 071 Domare: Tobias Björk Yevgeni Romasko |
| 12:10 UTC+8 | 12:10 UTC+8      |                                               |           |           | Publik: 1 071 Domare: Tobias Björk Yevgeni Romasko | Publik: 1 071 Domare: Tobias Björk Yevgeni Romasko |

Bronsmatch
|             | 19 februari 2022 | Sverige   | 0 – 4     | Slovakien                                                                                    | Pekings Nationella inomhusstadion, Peking          |                                                    |
| 21:10 UTC+8 | 21:10 UTC+8      | Summering | Summering | Summering                                                                                    | Publik: 1 229 Domare: Oliver Gouin Evgenii Romasko | Publik: 1 229 Domare: Oliver Gouin Evgenii Romasko |
| 21:10 UTC+8 | 21:10 UTC+8      |           | Mål       | (23:17) Juraj Slafkovský (32:47) Samuel Takáč (58:26) Juraj Slafkovský (58:46) Pavol Regenda | Publik: 1 229 Domare: Oliver Gouin Evgenii Romasko | Publik: 1 229 Domare: Oliver Gouin Evgenii Romasko |
| 21:10 UTC+8 | 21:10 UTC+8      |           |           |                                                                                              | Publik: 1 229 Domare: Oliver Gouin Evgenii Romasko | Publik: 1 229 Domare: Oliver Gouin Evgenii Romasko |
| 21:10 UTC+8 | 21:10 UTC+8      |           |           |                                                                                              | Publik: 1 229 Domare: Oliver Gouin Evgenii Romasko | Publik: 1 229 Domare: Oliver Gouin Evgenii Romasko |
| 21:10 UTC+8 | 21:10 UTC+8      |           |           |                                                                                              | Publik: 1 229 Domare: Oliver Gouin Evgenii Romasko | Publik: 1 229 Domare: Oliver Gouin Evgenii Romasko |
| 21:10 UTC+8 | 21:10 UTC+8      |           |           |                                                                                              | Publik: 1 229 Domare: Oliver Gouin Evgenii Romasko | Publik: 1 229 Domare: Oliver Gouin Evgenii Romasko |

## Längdskidåkning
Distans
| Idrottare          | Gren                          | Klassisk stil | Klassisk stil | Fristil | Fristil   | Final     | Final   | Final     |
| Idrottare          | Gren                          | Tid           | Placering     | Tid     | Placering | Tid       | Diff.   | Placering |
| ------------------ | ----------------------------- | ------------- | ------------- | ------- | --------- | --------- | ------- | --------- |
| Peter Mlynár       | Herrarnas 15 km klassisk stil | —             | —             | —       | —         | 42.49,9   | +4.55,1 | 58        |
| Ján Koristek       | Herrarnas 30 km skiathlon     | 44.06,1       | 51            | 40.54,9 | 32        | 1:25.38,7 | +9.28,9 | 45        |
| Ján Koristek       | Herrarnas 50 km fristil       | i.u.          | i.u.          | i.u.    | i.u.      | 1:17.26,0 | +5.53,3 | 40        |
| Alena Procházková  | Damernas 10 km klassisk stil  | —             | —             | —       | —         | 33.18,2   | +5.11,9 | 65        |
| Barbora Klementová | Damernas 10 km klassisk stil  | —             | —             | —       | —         | 34.59,2   | +6.52,9 | 77        |
| Kristína Sivoková  | Damernas 10 km klassisk stil  | —             | —             | —       | —         | 36.12,6   | +8.06,3 | 81        |

Sprint
| Idrottare          | Gren            | Kval    | Kval      | Kvartsfinal      | Kvartsfinal      | Semifinal        | Semifinal        | Final            | Final            |
| Idrottare          | Gren            | Tid     | Placering | Tid              | Placering        | Tid              | Placering        | Tid              | Placering        |
| ------------------ | --------------- | ------- | --------- | ---------------- | ---------------- | ---------------- | ---------------- | ---------------- | ---------------- |
| Alena Procházková  | Damernas sprint | 3.36,84 | 63        | Gick inte vidare | Gick inte vidare | Gick inte vidare | Gick inte vidare | Gick inte vidare | Gick inte vidare |
| Barbora Klementová | Damernas sprint | 3.34,87 | 57        | Gick inte vidare | Gick inte vidare | Gick inte vidare | Gick inte vidare | Gick inte vidare | Gick inte vidare |
| Kristína Sivoková  | Damernas sprint | 3.46,25 | 72        | Gick inte vidare | Gick inte vidare | Gick inte vidare | Gick inte vidare | Gick inte vidare | Gick inte vidare |

## Rodel
| Idrottare                 | Gren             | Åk 1     | Åk 1      | Åk 2   | Åk 2      | Åk 3   | Åk 3      | Åk 4             | Åk 4             | Totalt   | Totalt    |
| Idrottare                 | Gren             | Tid      | Placering | Tid    | Placering | Tid    | Placering | Tid              | Placering        | Tid      | Placering |
| ------------------------- | ---------------- | -------- | --------- | ------ | --------- | ------ | --------- | ---------------- | ---------------- | -------- | --------- |
| Jozef Ninis               | Herrarnas singel | 58,205   | 18        | 58,764 | 19        | 58,856 | 23        | Gick inte vidare | Gick inte vidare | 2.55,825 | 21        |
| Marián Skupek             | Herrarnas singel | 58,956   | 26        | 58,976 | 23        | 59,051 | 27        | Gick inte vidare | Gick inte vidare | 2.56,983 | 26        |
| Tomáš Vaverčák Matej Zmij | Dubbel           | 1.00,138 | 15        | 59,704 | 13        | —      | —         | —                | —                | 1.59,842 | 13        |
| Katarína Šimoňáková       | Damernas singel  | 1.00,124 | 27        | 59,851 | 24        | 59,761 | 26        | Gick inte vidare | Gick inte vidare | 2.59,736 | 25        |

Mixat
| Idrottare                                                   | Gren       | Åk 1     | Åk 1      | Åk 2     | Åk 2      | Åk 3 | Åk 3      | Totalt | Totalt    |
| Idrottare                                                   | Gren       | Tid      | Placering | Tid      | Placering | Tid  | Placering | Tid    | Placering |
| ----------------------------------------------------------- | ---------- | -------- | --------- | -------- | --------- | ---- | --------- | ------ | --------- |
| Katarína Šimoňáková Jozef Ninis Tomáš Vaverčák / Matej Zmij | Lagstafett | 1.01,579 | 11        | 1.02,338 | 8         | DNF  | DNF       | DNF    | DNF       |

## Skidskytte
Herrar
| Idrottare                                             | Gren    | Tid     | Missar      | Placering |
| ----------------------------------------------------- | ------- | ------- | ----------- | --------- |
| Šimon Bartko                                          | Sprint  | 26.58,8 | 3 (2+1)     | 65        |
| Šimon Bartko                                          | 20 km   | 59.47,8 | 7 (2+3+1+1) | 88        |
| Tomáš Sklenárik                                       | Sprint  | 27.46,3 | 3 (1+2)     | 87        |
| Tomáš Sklenárik                                       | 20 km   | 58.08,1 | 5 (2+2+1+0) | 80        |
| Matej Baloga                                          | Sprint  | 27.41,3 | 1 (0+1)     | 85        |
| Matej Baloga                                          | 20 km   | 58.47,1 | 4 (0+1+1+2) | 84        |
| Michal Šíma                                           | Sprint  | 27.02,3 | 1 (1+0)     | 68        |
| Michal Šíma                                           | 20 km   | 54.09,0 | 2 (0+1+0+1) | 43        |
| Šimon Bartko Tomáš Sklenárik Matej Baloga Michal Šíma | Stafett | Varvade | Varvade     | 21        |

Damer
| Idrottare                                                                | Gren      | Tid     | Missar      | Placering |
| ------------------------------------------------------------------------ | --------- | ------- | ----------- | --------- |
| Ivona Fialková                                                           | 15 km     | 49.54,2 | 6 (0+4+1+1) | 46        |
| Paulína Fialková                                                         | 15 km     | 49.10,7 | 4 (0+2+1+1) | 42        |
| Henrieta Horvátová                                                       | 15 km     | 52.16,1 | 3 (0+1+1+1) | 68        |
| Veronika Machyniaková                                                    | 15 km     | 55.21,7 | 5 (1+2+0+2) | 83        |
| Paulína Fialková                                                         | Masstart  | 44.04,8 | 8 (0+3+1+4) | 26        |
| Ivona Fialková                                                           | Jaktstart | 40.06,3 | 7 (0+4+1+2) | 36        |
| Paulína Fialková                                                         | Jaktstart | 37.25,7 | 2 (0+2+0+0) | 10        |
| Ivona Fialková                                                           | Sprint    | 23.11,8 | 4 (1+3)     | 41        |
| Paulína Fialková                                                         | Sprint    | 22.12,0 | 1 (0+1)     | 14        |
| Henrieta Horvátová                                                       | Sprint    | 24.20,7 | 1 (1+0)     | 72        |
| Veronika Machyniaková                                                    | Sprint    | 26.13,2 | 3 (2+1)     | 88        |
| Paulína Fialková Veronika Machyniaková Henrieta Horvátová Ivona Fialková | Stafett   | Varvade | Varvade     | 19        |

Mixat
| Idrottare                                                   | Gren    | Tid     | Missar | Placering |
| ----------------------------------------------------------- | ------- | ------- | ------ | --------- |
| Ivona Fialková Paulína Fialková Michal Šíma Tomáš Sklenárik | Stafett | Varvade | 9+13   | 17        |

## Snowboard
Freestyle
| Idrottare       | Gren                | Kval          | Kval          | Kval          | Kval          | Kval          | Final            | Final            | Final            | Final            | Final            |
| Idrottare       | Gren                | Åk 1          | Åk 2          | Åk 3          | Totalt        | Placering     | Åk 1             | Åk 2             | Åk 3             | Totalt           | Placering        |
| --------------- | ------------------- | ------------- | ------------- | ------------- | ------------- | ------------- | ---------------- | ---------------- | ---------------- | ---------------- | ---------------- |
| Klaudia Medlová | Damernas big air    | 62,25         | 51,00         | 29,75         | 113,25        | 16            | Gick inte vidare | Gick inte vidare | Gick inte vidare | Gick inte vidare | Gick inte vidare |
| Klaudia Medlová | Damernas slopestyle | Startade inte | Startade inte | Startade inte | Startade inte | Startade inte | Gick inte vidare | Gick inte vidare | Gick inte vidare | Gick inte vidare | Gick inte vidare |